# Malta en los Juegos Paralímpicos de Arnhem 1980
Malta estuvo representada en los Juegos Paralímpicos de Arnhem 1980 por ocho deportistas, cinco hombres y tres mujeres.

## Medallistas
El equipo paralímpico maltés obtuvo las siguientes medallas:
| Nombre                          | Deporte            | Evento              |
| ------------------------------- | ------------------ | ------------------- |
| Oro                             |                    |                     |
| —                               |                    |                     |
| Plata                           |                    |                     |
| —                               |                    |                     |
| Bronce                          |                    |                     |
| Connie Camilleri Lillian Sammut | Bolos sobre hierba | Dobles 2-5 femenino |